# Калевала (тауншип, Миннесота)
Калевала (англ. Kalevala) — тауншип в округе Карлтон, Миннесота, США. На 2000 год его население составило 302 человека.
Назван финскими поселенцами в честь карело-финского поэтического эпоса «Калевала».

## География
По данным Бюро переписи населения США площадь тауншипа составляет 92,7 км², из которых 92,7 км² занимает суша, водоёмов нет.

## Демография
По данным переписи населения 2000 года здесь находились 302 человека, 125 домохозяйств и 80 семей. Плотность населения — 3,3 чел./км². На территории тауншипа расположена 181 постройка со средней плотностью 2,0 построек на один квадратный километр. Расовый состав населения: 99,01 % белых, 0,66 % c Тихоокеанских островов и 0,33 % приходится на две или более других рас. 34,9 % населения составляли финнов, 14,9 % немцев, 9,8 % норвежцев, 8,4 % американцев и 8,0 % поляков по данным переписи населения 2000 года.
Из 125 домохозяйств в 24,8 % воспитывались дети до 18 лет, в 55,2 % проживали супружеские пары, в 5,6 % проживали незамужние женщины и в 36,0 % домохозяйств проживали несемейные люди. 31,2 % домохозяйств состояли из одного человека, при том 14,4 % из — одиноких пожилых людей старше 65 лет. Средний размер домохозяйства — 2,42, а семьи — 3,09 человека.
23,2 % населения — младше 18 лет, 6,3 % — в возрасте от 18 до 24 лет, 27,2 % — от 25 до 44, 27,2 % — от 45 до 64, и 16,2 % — старше 65 лет. Средний возраст — 42 года. На каждые 100 женщин приходилось 115,7 мужчин. На каждые 100 женщин старше 18 приходилось 116,8 мужчин.
Средний годовой доход домохозяйства составлял 33 333 доллара, а средний годовой доход семьи — 41 875 долларов. Средний доход мужчин — 29 688 долларов, в то время как у женщин — 26 000. Доход на душу населения составил 17 144 доллара. За чертой бедности находились 4,6 % семей и 4,5 % всего населения тауншипа.